# عندليب الدقي (فلم)
عندليب الدقي فيلم كوميدي مصري من إنتاج 2007 بطولة محمد هنيدي، وهو أول فيلم من تأليف أيمن بهجت قمر كسيناريست.

## القصة
يحكي الفيلم قصة توأمين أحدهما مصري واسمه فوزي والآخر خليجي ويدعى فواز، ويسعى فوزي لتحقيق حلمه للشهرة حيث يتمنى أن يصبح مطرباً شهيراً، وتحدث له العديد من المواقف الكوميدية والصعبة في نفس الوقت، وخاصة حينما يسافر للقاء شقيقه فواز في إحدى دول الخليج. ولكن أخاه لم يصدقه في البداية (لأن أمه في البداية تزوجت من شخص خليجي وعندما ولدت التوأمين أخذ الزوج الطفل الأول وذهب للخليج وترك الثاني في مصر والأب لم يخبر الطفل الذي أخذه عن الحقيقة وحتى الأم لم تخبر طفلها حتى اللحظة الأخيرة قبل موتها) ، لكن المربي أو الخادم الهندي صدّقه ويجعل أخاه يصدقه.

## الممثلون
- محمد هنيدي: فوزي - فواز
- داوود حسين: خان كابوور
- هبة نور: جومانة
- عمرو عبد الجليل: جو
- ثريا إبراهيم: أم فوزي
- محمد السعدني
- حمادة بركات
- أحمد الحلواني
- لطفي لبيب
- علاء مرسي: دكتور
- محمد الصاوي
- علاء عمرو: الطفل يزيد

## وصلات خارجية
- مقالات تستعمل روابط فنية بلا صلة مع ويكي بيانات